# Ладачка пика
Ладачка пика (Ochotona ladacensis) је врста сисара из породице пика (Ochotonidae). Живи у Кини, Индији и Пакистану, где насељава планинске пределе (Хималаје) и среће се на висини од 5.400 m. Оштру, планинску климу подноси захваљујући ситном, заобљеном телу и малим ушима, па је тако и губитак топлоте мали.